# ایستگاه راه‌آهن لیتنستون های رود
ایستگاه راه‌آهن لیتنستون های رود (انگلیسی: Leytonstone High Road railway station) یکی از ایستگاه‌های خط گاسپل اوک تا بارکینگ متروی زمینی لندن است.
این ایستگاه که در سال ۱۸۹۴ تأسیس شده در منطقه لیتنستون قرار دارد. 

## نگارخانه

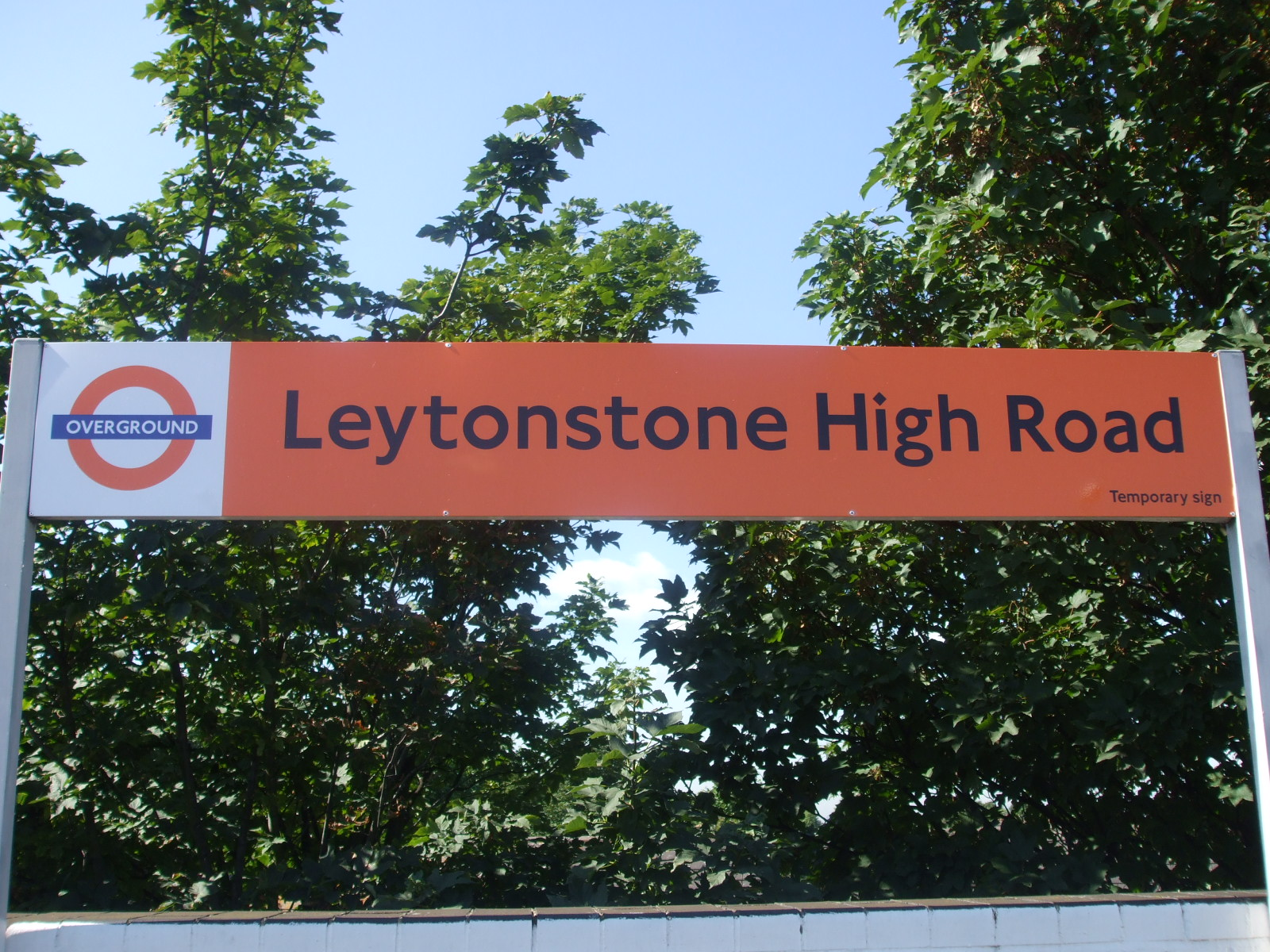
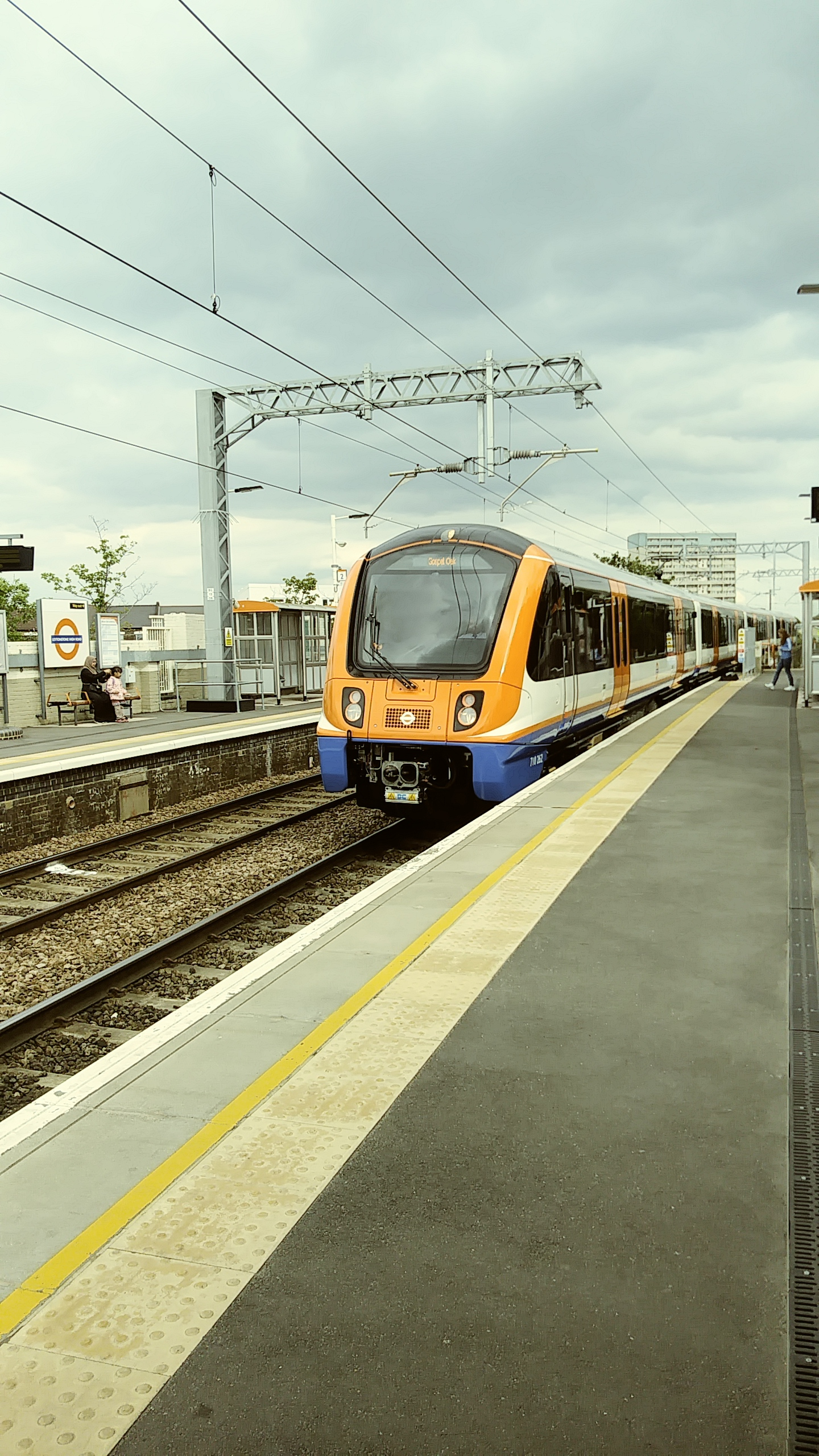
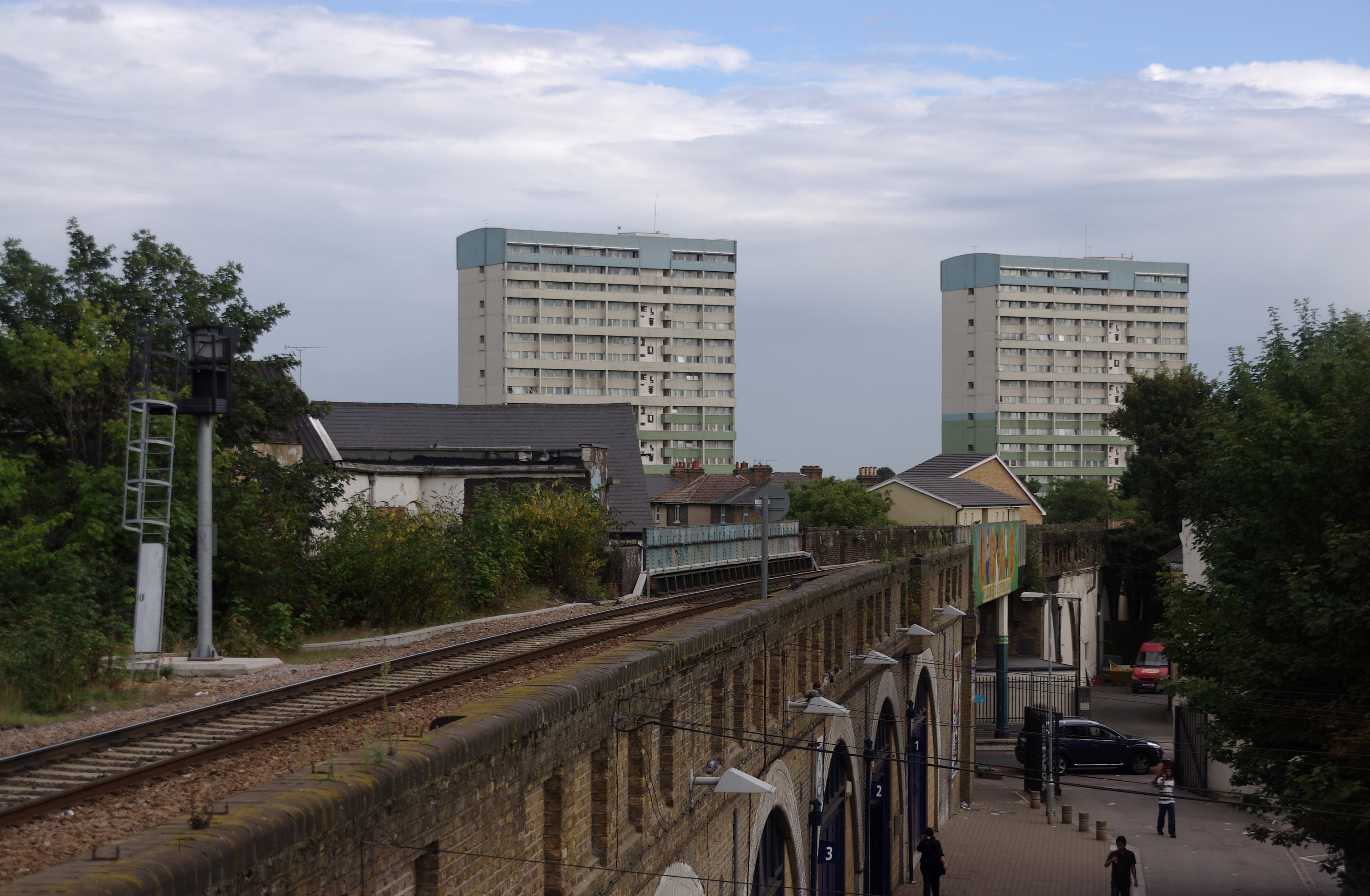
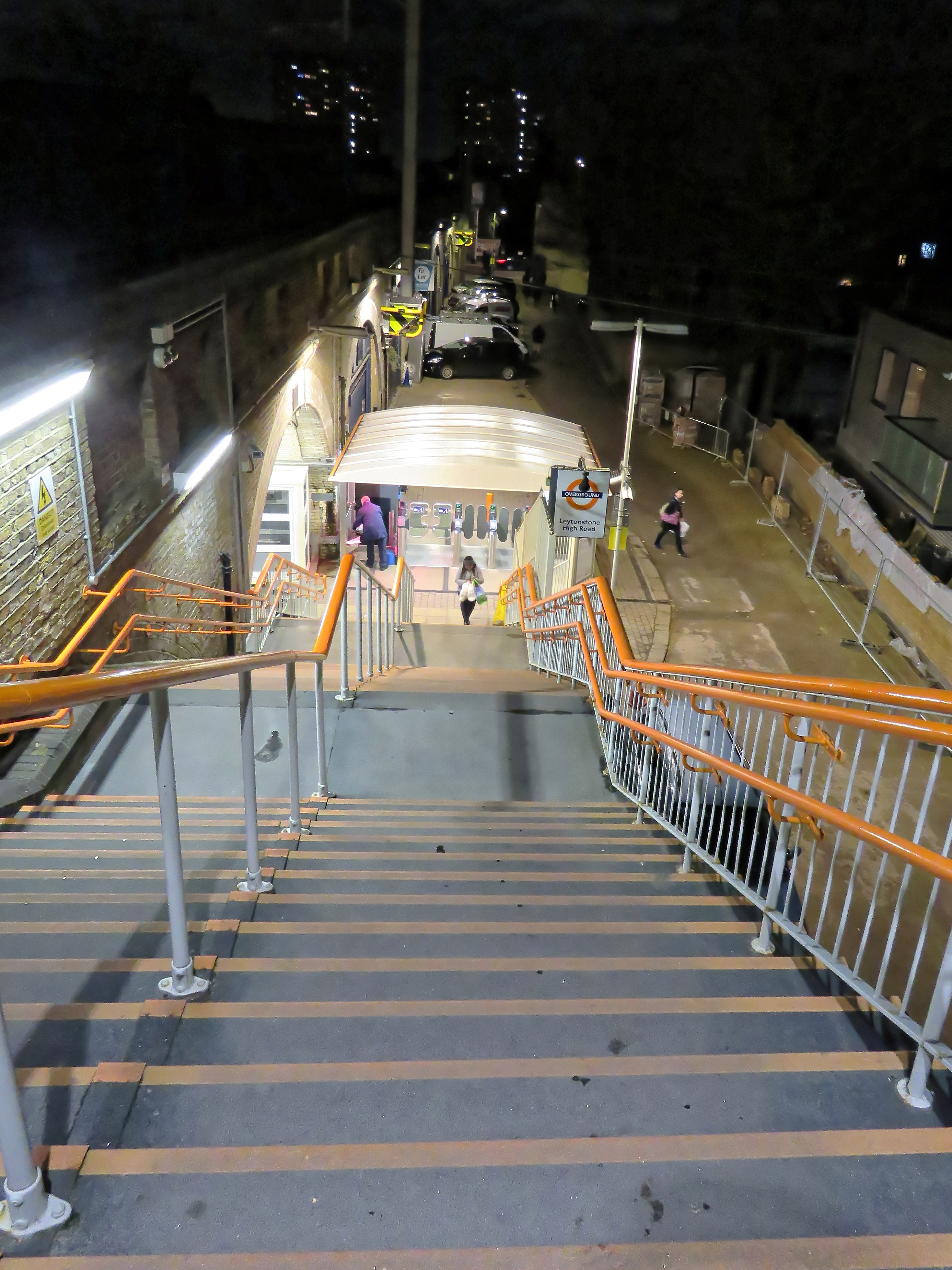